# Heinz Kokott
« Kokott » redirige ici. Pour les articles homophones, voir Cocotte et Kokot.
Heinz Kokott (14 novembre 1900 à Groß-Strehlitz – 29 mai 1976 à Hambourg) est un Generalmajor allemand qui a servi au sein de la Heer dans la Wehrmacht pendant la Seconde Guerre mondiale.
Il a été récipiendaire de la Croix de chevalier de la Croix de fer. La Croix de chevalier de la Croix de fer et son grade supérieur les feuilles de chêne sont attribués pour récompenser un acte d'une extrême bravoure sur le champ de bataille ou un commandement militaire avec succès.

## Biographie
Heinz Kokott est capturé par les forces américaines en avril 1945 et restera en captivité jusqu'en 1947.

## Décorations
- Croix de fer (1939)
  - 2e Classe
  - 1re Classe
- Insigne des blessés
  - en Noir
- Médaille du Front de l'Est
- Croix de chevalier de la Croix de fer
  - Croix de chevalier le 17 mars 1943 en tant que Oberst et commandant du Grenadier-Regiment 337[1]